# Лолита (филм, 1962)
 Тази статия е за филма „Лолита 1962“.  За филма „Лолита“ от 1997 г. вижте Лолита (филм, 1997).  
„Лолита“ (на английски: Lolita) е британско-американски игрален филм от 1962 година на американския режисьор Стенли Кубрик като адаптация на романа на Владимир Набоков със същото име Лолита, публикуван през 1955 година. Създаден е в комедийно-драматичния жанр, но навлизащ още в полето на черната комедия, психологическата драма, сатирата и романтичната драма.

## Сюжет
Четиридесетгодишният професор Хумберт Хумберт е европеец, емигрирал в Щатите. Хумберт изпитва силно привличане към малки момичета „нимфетки“, които се намират на прага на юношеското си развитие. Обсесивното му вътрешно чувство е причина за неморалното поведение на Хумберт, който решава да наеме къща в дома на Хейс, за да бъде по-близо до малката ѝ красива дъщеря Лолита.
 Внимание:  Текстът по-долу разкрива сюжета на произведението (или части от него)!
Филмът започва с кавга между двама мъже във впечатляваща къща, в отдалечена извънградска местност. Хумберт Хумберт (Джеймс Мейсън) около четиридесетгодишен професор по френска литература, който пристига в отдалечената къща, в която всичко е „надолу с главата“ от среднощно парти, състояло се предишната вечер. В къщата Хумберт открива откачения Клер Куилти (Питър Селърс), който, освен че е болен от тежка деменция, е и видимо пиян. Куилти говори несвързано и изглежда, че не си спомня да познава неканения си гост. Когато Хумберт насочва пистолет срещу него, Куилти почти се побърква. След изтощителни опити да вземе оръжието му, а Хумберт прави неуспешен опит да го убие, Куилти най-накрая започва да се страхува за живота си и да се държи малко по-учтиво. В крайна сметка умира по комичен начин, бръщолевейки подигравателно с типичен английски акцент, изразяващ слабата му заинтересованост от това, което му се случва. Хумберт напуска изтощен и дезориентиран.
След това филмовото повествование се връща към събития, случили се четири години по-рано. Хумберт пътува към Рамсдейл, Ню Хампшир – малко градче, където възнамерява да прекара лятото преди да започне да преподава в колежа Бърдсли, Охайо. Хумберт търси из града подходяща стая, която да наеме, когато в една от тези къщи овдовялата и сексуално зажадняла майка Шарлот Хейс (Шели Уинтерс) се опитва по всевъзможни начини да го накара да наеме свободната ѝ стая. Хумберт първоначално мисли да откаже, докато не вижда дванадесетгодишната ѝ дъщеря Долорес Хейс (Сю Лайън), наричана на галено Лолита. Хумберт намира Лолита полегнала по бански в градината, със слънчеви очила, да дъвче дъвка и да пие сода пред разтворени книги прсънати по земята.
За да бъде по-близко до Лолита, Хумберт приема предложението на Шарлот и се съгласява да наеме стая в дома на Хейс. Скоро обаче тя му съобщава, че ще изпрати Лолита на момичешки лагер през лятото. В деня преди да замине, Хумберт получава бележка с любовно признание от самата Шарлот, молейки Хумберт да напусне веднага. В бележката пише, че ако Хумберт е все още в къщата когато Шарлот се върне от лагера, то той трябва да се съгласи да се ожени за нея. След няколко дни Хумберт охотно се жени за Шарлот. След сватбата и медения им месец Шарлот открива дневника на Хумберт, в който е описана страстта му към Лолита – откритие, което я довежда до емоционална криза. Решава да замине завинаги далеч от Хумберт заедно с Лолита. Докато Хумберт притеснено си налива мартини в кухнята, за да олекоти неприятната ситуацията, Шарлот излиза тичешком от къщата, но бива блъсната от движеща се с висока скорост кола, в резултат на което умира.
В следващия епизод Хумберт кара към лагера Климакс, за да вземе Лолита, която не знае, че майка ѝ е умряла. По време на нощта в хотела, в който се настаняват, нахален непознат (Куилти) се натрапва на Хумберт и започва да насочва разговора към темата за неговата „красива, малка дъщеря“, която спи в една от стаите на горния етаж. Хумберт избягва от намеците на мъжа и се качва при Лолита, където за първи път влиза в интимни отношения с нея. След тази нощ двамата започват пътуваща си одисея през Щатите, отсядайки по мотели. На публични места те се държат като баща и дъщеря. След няколко дни Хумберт казва на Лолита, че болната ѝ майка (както Лолита по-рано знае) е починала в болницата, в която е била настанена. Лолита потъва в скръб от новината, но остава с Хумберт.
През есента Хумберт съобщава за позицията си в колежа в Бърдсли, Охайо и записва Лолита в местната гимназия. Още от преди това хората, които ги срещат, започват да се чудят на връзката между бащата и дъщеря му. Хумберт се страхува от включването на дъщеря му в училищната пиеса и от общуването ѝ с момчетата от училището.
Една нощ Хумберт се прибира в дома си и намира доктор Земпф, досаден странник, който стои в потъналата им от тъмнина дневна. Земпф, говорейки на твърд германски акцент, твърди, че е училищният психолог на Лолита и иска да обсъди нейните познания относно „фактите в живота“. Хумберт е разтревожен и решава да тръгна с Лолита отново на път.
Докато пътуват през страната, Хумберт скоро разбира, че са следвани от мистериозна кола, която никога не се отклонява от тях, но и никога не ги спира. Когато пукат гума, Хумберт търси за помощ черната кола, която е недалеч от тях. Лолита не изглежда да е много заинтересована от подозрителността на Хумберт, че мъжът от черната кола ги следи. Но когато Хумберт ѝ предлага да излезе и да говори с шофьора, Лолита внезапно се изнервя и му казва да не комуникира с него. Преди още да е взел решение какво да предприеме, черната кола прави обратен и заминава в противоположна посока.
Един ден Лолита се разболява и Хумберт я завежда в болница в малък град в Аризона. Същата нощ Хумберт получава телефонно обаждане от непознат мъж в мотелската си стая, свързано с Лолита. Разтревоженият Хумберт се връща в болницата да я вземе, но тя е заминала. Медицинската сестра му казва, че Лолита е напуснала по-рано с друг мъж, който се е представил за неин чичо. Опустошен Хумберт си тръгва без ни най-малка следа за нейното внезапно изчезване и за това къде ли може да е отишла.
Няколко години по-късно Хумберт получава писмо от госпожа Ричард Т. Шилер, съпружеското име на Лолита. Пише му, че е омъжена за почти глухия Дик, ветеран от корейската война, че е бременна и се намира в отчаяна нужда от пари. Хумберт пътува до дома им, където го чака Лолита. Открива, че тя сега е на седемнадесет години, почти осемнадесет, закръглена бременна жена, носеща очила, водеща приятен домакински живот. Хумберт настоява да му каже кой е този, който я е отвлякъл преди три години. Тя му казва, че е бил Клер Куилти – мъжът, който ги е следил – известен драматург, с когото майка ѝ е флиртувала, докато са живели в Рамсдейл. Освен това му казва, че Куилти е този, който се е маскирал като доктор Земпф и нахалния странник, който са срещнали по пътя. Лолита потвърждава, че е имала афера с него и се е съгласила да замине, когато той ѝ обещал бляскава кариера. След това обаче Куилти настоял Лолита да се присъедини към извратения му начин на живот и да участва в неговите „арт“ филми.
Хумберт моли Лолита да напусне съпруга си и да избяга с него, но тя отказва. Дава ѝ 13 000 долара, обяснявайки ѝ, че това е частта, която ѝ се полага от продажбата на майчината ѝ къща. Напускайки Лолита завинаги, Хумберт изненадващо отива в къщата на Куилти, където го убива задето е злоупотребил с Лолита и по този начин затваря кръга на историята и филма. Отказът му от показания във финалния кадър разкрива, че Хумберт е умрял в затвора от сърдечен удар, докато е чакал започването на процеса за убийството на Куилти.

## Продукция
Поради провокативното си съдържание романа не е приет еднозначно. Самият Набоков признава, че трудно е успял да намери издател, който да се съгласи да публикува книгата му. Точно това провокативно съдържание привлича Стенли Кубрик, който заедно с продуцента си Джеймс Харис през 1955 г. решават да купят правата на книгата и да я адаптират за големия екран.
Филмът е направен по време на встъпването в длъжност на американския президент Джон Кенеди и изграждането на Берлинската стена. Прожекциите на Лолита по екраните в САЩ започват през лятото на 1962 г. или една година преди Кубинската ракетна криза. По това време в Америка продуцентите са задължени да спазват цензурните ограничения въведени от т.нар. Кодекс на Хейс.

### Режисура
Решението Куилти да бъде убит без обяснение в началото на филма се дължи на факта, че след като Хумберт успява да прелъсти момичето в книгата, във втората част на повествованието действието се движи съвсем бавно. Според Кубрик тази по-описателна втора част на филма би отегчила зрителите и за това със съгласието на Набоков решава да премести убийството в началото на филмовото повествование. Чрез този режисьорски „трик“ вниманието на зрителя е задържано докрай, въпреки по-описателните и допълващи сцени.

### Сценарий
Написването на сценария на филма е съпроводено с някои трудности. Първоначално когато Стенли Кубрик предлага на Владимир Набоков сам да напише сценарий по собственото си произведение, Набоков му отказва. Впоследствие обаче променя мнението си и изготвя филмов сценарий, дълъг близо 400 страници. Кубрик решава да съкрати и промени сценария като премахне дългите описания и придаде по-голяма ритмичност на действито. Също така променя възрастта на Лолита от дванадесет на четиринадесет години, за да избегне цензурата. Освен това по онова време доминира схващането, че хубави филми не могат да се направят по литературни шедьоври. В крайна сметка филмът получава номинация за Оскар за най-добре адаптиран сценарий, а Набоков вижда променения сценарий малко преди официалната премиера на филма през 1962 г.

### Разпределение на ролите и избор на актьори
За да успее да изрази визуално вербална игра от романа на Набоков, Кубрик разчита на превъплъщенията на актьорите. Някои критици го атакуват заради това, че Лолита не е на точната възраст, погрешно смятайки, че нимфетката е девет-десет годишна. Всъщност Сю Лайън е само с една година по-голяма от дванадесет годишната Лолита. Освен това не бива да се забравя, че създаването на филма е съпътствано от голям натиск, произтичащ от въведения през март 1930 г. Кодекс на Хейс, който въвежда редица ограничения по отношение визуалните и съдържателни аспекти на филмите. Произтичащите ограничения от този кодекс принуждават Кубрик да не драматизира еротичните отношения между Хумберт и Лолита, а само да загатне за обсесията на възрастния мъж по невръстното момиче. Зрителят на филма се досеща още от самото начало, че Хумберт е влюбен в Лолита, за разлика от читателя, който разбира за любовта на Хумберт в края на филма, когато Лолита не е вече нимфетка, а млада жена и домакиня, която чака дете. Според самия Кубрик това е повратна точка в развитието на главния герой, която би могла да бъде подсилена. Внезапното осъзнаване на Хумберт, че чувството на обсесия, което изпитва към Лолита, всъщност е прераснало в любовно, е крайъгълен камък според Кубрик, което го тласка към убийството на Куилти.

### Място на заснемане
Филмът е сниман във Великобритания, а не в Америка, където всъщност се развива действието. Кубрик признава, че ако имаше възможност да снима филма, където той поиска, би го направил в Америка. Две от основните причини да не го направи са от една страна финансова – условието на събраните пари за създаването филма е било той да бъде заснет във Великобритания, а от друга страна е цензурата по отношение на секс сцените по това време в Америка. Въпреки това Кубрик смята, че снимките в студио са най-доброто решение за разкриване вътрешния свят на героите и изграждането на психологически филм изобщо. 
…всичко е потънало в мастиленочерна тъмнина, светлините идват от предвидими места, тихо е, това ти позволява да достигнеш концентрация… мисля, че твърде много е направено по отношение на снимки на открито… за психологическа история, където характерите и техните вътрешни емоции и чувства са ключово нещо, смятам, че студиото е най-доброто място.

## Адаптация на романа
Адаптацията на филма следва да се разгледа през призмата на самия режисьор т.е. неговия стил и разбиранията му за работа по отношение на визуалното движещо се изображение. Характерно за Стенли Кубрик е, че той използва всяка част от цялостното визуално изображение в кадъра, музикалния акомпанимент, позицията на камерата, ракурса на снимане, за да внуши определено чувство или емоция у зрителя. Целият му филм може да се прочете като една алегория, ако бъдат изследвани индексите и функциите, които го съставят. Кубрик често се фокусира на по-дребни детайли, изграждащи самата сцената, имената на актьорите, репликите по между им, дрехите им, предметите и т.н., за да предаде и отправи по-дълбоките си послания. Например сцената, в която Хумберт лакира ноктите на Лолита в хотелската стая, е метод чрез, който Кубрик успява да заобиколи ограниченията на цензурата, но в същото време безспорно внушава близките интимни отношения между двамата. Друг пример за целенасочено изграждане на всеки един детайл от сцената са двата епизода – откриващият и закриващият – в началото и края на филма. В тях всеки елемент има някакво скрито значение – картината с образа на Лолита, тигровата глава, белият чаршаф из под, който Куилти се появява. Също така самите репликите между героите, които носят послания. Например Хумберт пита Куилти „Ти ли си, Куилти“, а той му отговаря „Не, аз съм Спартак“. Този отговор препраща към предишния филм на Кубрик, но и към самия режисьор, което не безоснователно би могло да се тълкува, че Куилти олицетворява.
По отношение на героите също има привнесени промени. Хумберт във филма е представен по-скоро като човек с добър характер, който обаче действа под въздействието на вътрешно обсесивно чувство, което той не може да контролира. Героят на Питър Селърс също е подсилен във филма, за разлика от романа. Многоликият Куилти, който постоянно сменя лицата си, за да надиграе Хумберт и да прелъсти Лолита без негово знание, се оказва, че изобщо не изпитва някакви чувства на любов подобно на своя „съперник“, а напротив – Куилти иска да се възползва от красотата и непринудено поведение на Лолита за собствените си филмови проекти. Куилти е изключително съобразителен човек с богат въображение – пълна противоположност на Хумберт. Чрез поставяне на акцента върху характерите на героите и свободата при изграждането на образите Кубрик успява да постигне по-голяма плътност и усещане за истинност.
Друга характеристика на адаптацията е отрязаната описателна част от втората половина на романа, в която преобладава дългото описание на одисеевото пътуване на Хумберт и Лолита през САЩ. Това донякъде се налага, тъй като филмът се снима във Великобритания и за да бъде максимално правдоподобен сцените, включващи пейзаж, не бива да бъдат включени, но и за да се избегне прекаленото забавяне на действието и нарушаване ритмичността на разказа.
Чрез техниката на монтажа, която е отличителна характеристика на движещия се визуален продукт, Кубрик създава кръгово повествование на филмовия разказ. Преобръща разказа и изгражда необходимата динамика. Зрителят стои в очакване до финала, тъй като през цялото време търси отговор на загадката с Куилти, разиграла се по време на първата сцена.

## В ролите
Във филма участват Джеймс Мейсън в ролята на Хумберт Хумберт – мъж в напреднала възраст, Сю Лайън в ролята на малката Лолита, Питър Селърс в ролята на Клер Куилти – скрития прелъстител на Лолита, и Шели Уинтерс в ролята на майката на Лолита – Шарлот Хейс.
| Актьор        | Роля                             |
| ------------- | -------------------------------- |
| Джеймс Мейсън | Хумберт Хумберт                  |
| Сю Лайън      | Лолита                           |
| Питър Селърс  | Клер Куилти                      |
| Шели Уинтърс  | Шарлот Хейс, майката на Лолита   |
| Гари Кокрел   | Ричард (Дик) Шилер               |
| Джери Стовин  | Джон Фарлоу, адвокат на Рамсдейл |
| Диана Декер   | Джин Фарлоу                      |
| Лоис Максуел  | Сестра Мери Лоре                 |
| Сес Линдер    | Д-р Кийджи                       |
| Бил Грийн     | Джордж Свийн, хотелиер           |

## Награди и номинации
Филмът получава номинация за „Оскар“ за най-добре адаптиран сценарии и награда „Златен глобус“ за най-добра изгряваща женска роля за Сю Лайън, въпреки производствените рамки и първоначални притеснения около това как ще бъде приет.
Награди
- „Златен глобус“ за най-добра изгряваща женска роля – Сю Лайън

Номинации:
- Номинация за „Оскар“ от Американската филмова академия за най-добре адаптиран сценарии – Владимир Набоков
- Номинация за най-добър режисьор от Гилдията на американските режисьори – Стенли Кубрик
- Номинация за „Златен глобус“ за най-добър режисьор от Холивудската асоциация за чуждестранна преса – Стенли Кубрик
- Номинация за „Златен глобус“ за най-добро представяне на актьор в драматичен филм от Холивудската асоциация за чуждестранна преса – Джеймс Мейсън
- Номинация за „Златен глобус“ за най-добра поддържаща роля във филм от Холивудската асоциация за чуждестранна преса – Питър Селер
- Номинация за „Златен глобус“ за най-добра актриса в драматичен филм от Холивудската асоциация за чуждестранна преса – Шели Уинтър
- Номинация за най-добър режисьор от Филмовия фестивал във Венеция – Стенли Кубрик
- Номинация за най-добър актьор от Британската академия за филмово и телевизионно изкуство – Джеймс Мейсън